# Суданская трава
Суданская трава, или суданка, или сорго суданское, сорго Друммонда (лат. Sorghum × drummondii) — однолетнее травянистое растение, вид сорго гибридного происхождения из семейства Злаки, или Мятликовые (Poaceae). Ценное кормовое пастбищное и сенокосное растение. 
При скрещивании с зерновым сорго получают современные сорго-суданковые гибриды, превосходящие по многим показателям свои родительские формы.

## Ботаническое описание
Трава с прямостоячими стеблями высотой около 1,5 метра, образующая кусты высотой до трёх метров. Стебель цилиндрический, заполненный губчатой паренхимой. Корневая система развитая, мочковатая, уходящая на глубину до 2,5 метров. Пластинка листа широколинейная, длиною 60 сантиметров. Наиболее развиты листья среднего яруса. Соцветие — многоколосая метёлка длиною 40 сантиметров. Плод — зерновка, плотно заключённая в колосковых чешуях. Масса 100 семян 10–15 грамм.

## Распространение
Распространилось с территории Судана, что находит отражение в тривиальном названии. В диком виде произрастает в Африке в долине Нила. Возделывают в Западной Европе, Южной и Северной Америке, на севере и востоке Африки, в Индии, Австралии, в Казахстане, в южных и юго-восточных районах Европейской части России, в Алтайском крае, на Дальнем Востоке.

### Районы возделывания в России
Получила распространение в степной и лесостепной зонах России: на Кубани, Дону, Ставрополье, засушливых районах Северного Кавказа, Нижнего и Среднего Поволжья, Центрально-Чернозёмной зоны, в Алтайском крае, на Дальнем Востоке, где является самой лучшей кормовой культурой.
Также возделывается в Башкортостане, Татарстане, Сибири, центральных областях Нечернозёмной зоны.

## Экология

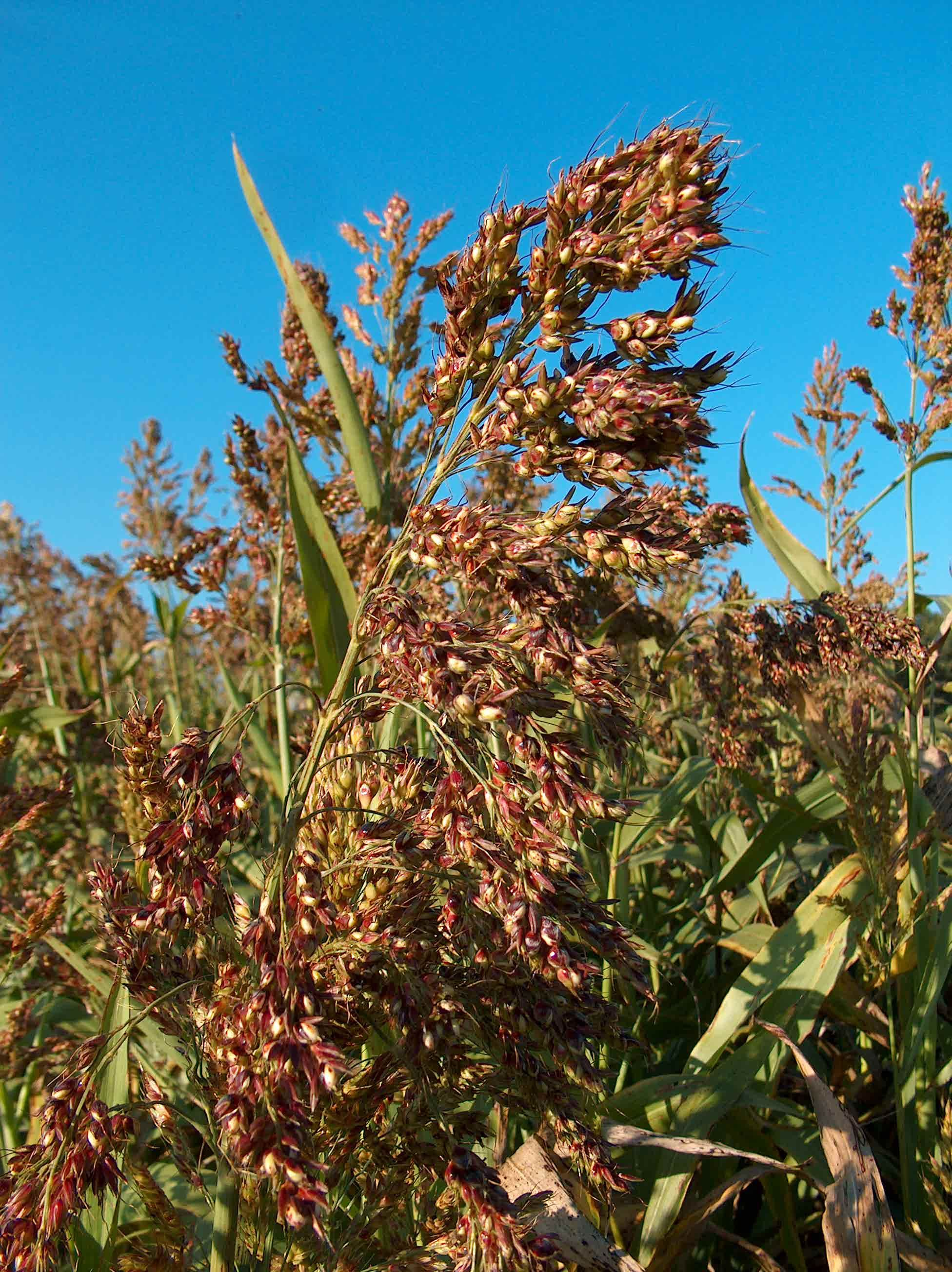
Спелое соцветие

Отличается высокой засухоустойчивостью, при этом хорошо отзывается на орошение. Не переносит избыточного увлажнения. К почвам не требовательно. Хорошо растёт на чернозёмных и тёмно-каштановых почвах, осушенных торфяниках. Может выдерживать небольшую кислотность и засоленность почвы. Хорошо отзывается на удобрения, особенно азотные. Плохо растёт на сильно подзолистых, бедных органическим веществом, а также на щелочных и уплотнённых почвах.
Семена прорастают при 8—10 °С. Всходы появляются на 4—5 день. Заморозки −3 °С губят всходы и молодые растения. При недостатке тепла и посева в холодную почву даёт низкие урожаи и низкий процент вызревших семян. Средняя продолжительность вегетационного периода 100—130 дней.
Растение короткого дня. В межфазный период всходов—кущения переносит затенение и поэтому может использоваться в качестве подсевной культуры.
Среди насекомых основные вредители стеблевой мотылёк (Ostrinia nubilalis), луговой мотылёк (Loxostege sticticalis), листовая и луговая тля, южная совка, стеблевая совка, ложнопроволочник, проволочник, кукурузный навозник, хлебная полосатая блошка. Из болезней чаще всего встречаются твёрдая и пыльная головня, стеблевая и корневая гниль, пятнистость листьев, ржавчина, бактериозы.
При размещении в севообороте последующих после суданской травы культур сильно иссушает почву и выносит большое количество легкодоступного азота. После неё можно высевать бахчевые культуры, зернобобовые культуры и табак, не рекомендуется — зерновые колосовые культуры, кукурузу и подсолнечник.

## Химический состав
Во время цветения может оказаться ядовитым, так как накапливает цианогенный глюкозид дуррин.
| Вид животного | Воды (в %) | Коэффициент переваримости | Коэффициент переваримости | Коэффициент переваримости | Коэффициент переваримости |
| Вид животного | Воды (в %) | протеина                  | жира                      | клетчатки                 | БЭВ                       |
| ------------- | ---------- | ------------------------- | ------------------------- | ------------------------- | ------------------------- |
| Овца          | 73,4       | 64                        | 66                        | 65                        | 69                        |
| КРС           | 74         | 75                        | 59                        | 72                        | 75                        |
| Лошадь        | 46,6       | 61                        | —                         | 33                        | 55                        |

Сено суданской травы содержит 9—10 % протеина, до 16 % сахаров. Содержание каротина в зелёной массе составляет 65—80 мг/кг. Коэффициент переваримости протеина — 60,8 %, жира — 45,7 %, безазотистых экстрактивных веществ — 73,4 %, клетчатки — 69,1 %. По содержанию белка в зелёной массе и сене суданская трава превосходит другие злаковые травы.
100 кг зелёной массы содержат 19,0 кормовых единиц и 2,3 кг переваримого протеина. 100 кг сена — 52,0 кормовые единицы и 6,5 кг переваримого протеина. В зависимости от фазы вегетации 1 кормовая единица содержит 110—136 г переваримого протеина, что соответствует зоотехническим нормам. Питательность кормовой массы может быть повышена при выращивании в смесях с однолетними бобовыми травами.

## Хозяйственное значение
Суданская трава — одна из важнейших сельскохозяйственных культур, используемых для кормовых целей, степной зоны России, где дает самые высокие урожаи сена и зелёной массы по сравнению с другими однолетними кормовыми культурами.
Одно из лучших кормовых однолетних растений. Даёт более нежное, питательное и легко усвояемое домашними животными сено. Хорошо поедается крупным рогатым скотом, лошадьми, свиньями и овцами на пастбище и в сене, силосе. Скот на суданковом пастбище даёт хорошие привесы и надои молока. По содержанию протеина уступает только бобовым травам, а клетчатки содержит меньше других злаков. Крупные зерновки могут служить концентрированным кормом для свиней. С момента выбрасывания метёлок поедаемость падает. Несмотря на наличие хороших пастбищных качеств, у суданки ощущается недостаток минеральных веществ и витаминов. Поэтому при пастбищном содержании и кормлении силосом необходимо подкармливать минералами и витаминами.
Хорошо выдерживает выпас и выдёргивание. Пастбищная продуктивность зависит от климата и погодных условий. В чернозёмной зоне можно стравливать 3—4 раза, в зоне сухой степи на каштановых почвах 2 раза.
В регионах с достаточным увлажнением, для использования на зеленый корм и силос, наилучший результат дает высев смесью суданской травы (2 млн всхожих семян) и гороха (1 млн всхожих семян гороха). А в засушливых регионах заменять горох нутом.
| Вид почвы           | Число опытов | Урожай в ц/га | Урожай в ц/га | Урожай в ц/га |
| Вид почвы           | Число опытов | средний       | наименьший    | наивысший     |
| ------------------- | ------------ | ------------- | ------------- | ------------- |
| Чернозёмы           | 29           | 54,0          | 30,0          | 104,2         |
| Темнокаштановые     | 6            | 28,3          | 20,0          | 55,0          |
| Предгорные серозёмы | 4            | 16,1          | 11,7          | 18,4          |

Выращивается в качестве подсевной культуры под озимые, кукурузу, горох на зелёный корм и др. После уборки покровной культуры позволяет дополнительно получить 1—3 укоса в зависимости от зоны. Так, в системе зелёного конвейера в лесостепной зоны суданскую траву высевают в смеси с кукурузой, при этом в первом укосе урожай складывается преимущественно за счёт кукурузы, а отава — за счёт суданской травы. Обычный рядовой посев этой смеси позволяет получить при естественном увлажнении до 35 т/га зелёной массы, тогда как посев только одной кукурузы — 18 т/га. Внедряются посевы смеси суданской травы с однолетними бобовыми травами.
Сорго-суданковые гибриды характеризуются высокой урожайностью (до 50-60 т/га зелёной массы), высокими засухоустойчивостью и отавностью.

### Урожайность
При высоком уровне агротехники суданская трава позволяет получать 5-10 т/га сена, 35-40 т/га зелёной массы. На темно-каштановых почвах при орошении ежегодно удавалось получать 37,9 т/га зелёной массы (совхоз Энгельсский, Саратовская область).
В пожнивных посевах урожайность зелёной массы при орошении составляет 20,5-38,0 т/га (Волгоградского СХИ). Совместные посевы суданской травы и чины посевной давали в среднем за 3 года 26 т/га зелёной массы. В опытах НИИСХ Центрально-Чернозёмной полосы при посеве суданской травы после промежуточных озимых культур урожайность зелёной массы в среднем за 3 года была 15,8 т/га.

## Таксономия
Sorghum × drummondii (Nees ex Steud.) Millsp. & Chase, Publ. Field Columb. Mus., Bot. Ser. 3: 21. 1903.
Происхождение: Sorghum arundinaceum × Sorghum bicolor

### Синонимы
- Andropogon drummondii Nees ex Steud., Syn. Pl. Glumac.[исп.]. 1(4-5): 393 (-394) 1854.basionym
- Andropogon halepensis var. sudanensis (Piper) Suess.
- Andropogon sorghum var. drummondii (Steud.) Hack.
- Andropogon sorghum subsp. drummondii (Nees ex Steud.) Piper
- Andropogon sorghum subsp. hewisonii Piper
- Andropogon sorghum subsp. sudanensis Piper
- Andropogon sorghum var. sudanensis Piper
- Andropogon sudanensis (Piper) Leppan & Bosman
- Holcus sorghum var. drummondii (Steud.) Hitchc.
- Holcus sorghum subsp. drummondii (Nees ex Steud.) Hitchc.
- Holcus sorghum var. hewisonii (Piper) Hitchc.
- Holcus sorghum var. sudanensis (Piper) Hitchc.
- Holcus sorghum subsp. sudanensis (Piper) Hitchc.
- Holcus sudanensis (Piper) L.H.Bailey
- Sorghum bicolor var. drummondii (Steud.) Mohlenbr.
- Sorghum bicolor subsp. drummondii (Nees ex Steud.) de Wet
- Sorghum halepense var. sudanense (Piper) Soó
- Sorghum hewisonii (Piper) Longley
- Sorghum niloticum (Stapf ex Piper) Snowden
- Sorghum saccharatum var. sudanense (Piper) Kerguélen
- Sorghum sudanense (Piper) Stapf
- Sorghum vulgare var. drummondii (Steud.) Hitchc.
- Sorghum vulgare var. sudanense (Piper) Hitchc.